# TMEM242
TMEM242 (англ. Transmembrane protein 242) – білок, який кодується однойменним геном, розташованим у людей на короткому плечі 6-ї хромосоми. Довжина поліпептидного ланцюга білка становить 141 амінокислот, а молекулярна маса — 14 758.
| 10         |  | 20         |  | 30         |  | 40         |  | 50         |
| ---------- |  | ---------- |  | ---------- |  | ---------- |  | ---------- |
| METAGAATGQ |  | PASGLEAPGS |  | TNDRLFLVKG |  | GIFLGTVAAA |  | GMLAGFITTL |
| SLAKKKSPEW |  | FNKGSMATAA |  | LPESGSSLAL |  | RALGWGSLYA |  | WCGVGVISFA |
| VWKALGVHSM |  | NDFRSKMQSI |  | FPTIPKNSES |  | AVEWEETLKS |  | K          |

A: Аланін

C: Цистеїн

D: Аспарагінова кислота

E: Глутамінова кислота

F: Фенілаланін

G: Гліцин

H: Гістидин

I: Ізолейцин

K: Лізин

L: Лейцин

M: Метіонін

N: Аспарагін

P: Пролін

Q: Глутамін

R: Аргінін

S: Серин

T: Треонін

V: Валін

W: Триптофан

Задіяний у такому біологічному процесі, як ацетилювання. 
Локалізований у мембрані.